# Sybra preapicefuscofasciata
Sybra preapicefuscofasciata es una especie de escarabajo del género Sybra, familia Cerambycidae. Fue descrita científicamente por Breuning en 1964.
Habita en Filipinas. Esta especie mide 9 mm.